# Aliança Democràtica Unida del Sudan del Sud
L'Aliança Democràtica Unida del Sudan del Sud (South Sudan United Democratic Alliance SSUDA) és un partit polític del Sudan del Sud fundat el setembre de 2005 pel general Gordon Kong Chuol. Va establir com a branca armada a la South Sudan Defense Forces (SSDF) que després dels acords de pau de Nairobi del gener del 2005 havia quedar desintegrada amb els grups principals units al SPLM/SPLA i les petites faccions i grups formats per la intel·ligència sudanesa a les ordes del govern del Sudan. Gordon Kong i el seu lloctinent Gabriel Tanginya van agafar la direcció de la South Sudan Defense Forces (SSDF) a la que van quedar agregades algunes faccions i individuals que havien passar al servei de Khartum i el 27 d'agost del 2006 el Bureau polític executiu va reorganitzar la direcció del partit, elegint a David de Chan com a president i Thomas Tut Doap com a vicepresident. El partit fou registrat com a partit polític del Sudan.
El 26 de setembre de 2007 la SSUDA va negar haver estat dissolta i haver-se integrat en un nou partit format pocs dies abans (el 23), el South Sudan Democratic Front, al que va esmentar com "el grup del sis" i va dir que usurpava el nom de l'Aliança. El cert és que David de Chand, dirigent de la SSUDA, va integrar el nou partit amb els seus seguidors, tot i que una part del partit va declarar que no els reconeixia autoritat i que estaven expulsats. També el Fòrum Democràtic del Sudan del Sud va negar la seva participació en el nou grup.
Una part del partit va seguir existint sota un lideratge interí. El 2011 es va elegir finalment una nova direcció. Ojulu Ochalla (que ja exercia la direcció interina des del 2007) fou elegit president i es van nomenar 15 membres del Bureau Polític Executiu. El portaveu i secretari general seria Peter Chuol Gatluak, Dabi Baco Dominic secretari d'informació i Richard Aciga Donato Secretari d'Afers Exteriors 